# Vandœuvre Nancy Volley-Ball 2008-2009
Questa voce raccoglie le informazioni riguardanti il Vandœuvre Nancy Volley-Ball nelle competizioni ufficiali della stagione 2008-2009.

## Organigramma societario
Area direttiva
- Presidente: Serge Raineri

Area tecnica
- Allenatore: Jérémy Fundere
- Allenatore in seconda: Omar El-Ouali

## Rosa
| N° | Nome                | Ruolo | Data di nascita  | Nazionalità sportiva |
| -- | ------------------- | ----- | ---------------- | -------------------- |
| 1  | Ilijana Gočeva      | C     | 2 novembre 1976  | Bulgaria             |
| 2  | Iryna Sukhoruk      | S     | 24 gennaio 1973  | Ucraina              |
| 3  | Pauline Pavan       | P     | 16 aprile 1987   | Francia              |
| 4  | Marie Frick         | P     | 21 marzo 1985    | Francia              |
| 5  | Vili Slavev         | O     | 1º dicembre 1989 | Francia              |
| 6  | Alessandra Guerra   | S     | 5 aprile 1981    | Brasile              |
| 7  | Élise Génicot       | L     | 5 febbraio 1980  | Francia              |
| 8  | Alicia Effernelli   | C     | 24 maggio 1990   | Francia              |
| 9  | Elizabeth Hintemann | S     | 6 luglio 1984    | Germania             |
| 11 | Vanessa Paterlini   | C     | 28 novembre 1978 | Brasile              |
| 12 | Petra Novotná       | S     | 10 aprile 1981   | Rep. Ceca            |
| 13 | Eszter Kovacs       | C     | 13 febbraio 1984 | Ungheria             |
| 18 | Sophie Rolin        | C     | 23 marzo 1978    | Francia              |